# Ledian Memushaj
Ledian Memushaj (Vlorë, 7 de diciembre de 1986) es un exfutbolista y entrenador albanés que jugaba de centrocampista.
Fue internacional con la selección de fútbol de Albania.

## Trayectoria
Memushaj comenzó su carrera deportiva en el ASD Sarzanese Calcio, con el que debutó en 2003.
En 2008 lo dejó para fichar por el Valle d'Aosta Calcio con el que jugó 34 partidos y marcó 3 goles. Después fichó por el Paganese Calcio 1926 con el que jugó una temporada y disputó 28 partidos.
Sus actuaciones le llevaron a fichar por el Chievo Verona, que lo cedió al Calcio Portogruaro Summaga, donde jugó 15 partidos y marcó 2 goles. Tras el fin de la cesión dejó el Chievo y fichó por el Carpi Football Club 1909, y tras un temporadón en el Carpi, donde jugó 31 partidos y marcó 8 goles fichó por la Unione Sportiva Lecce donde jugó una temporada y pasó dos cedido en las tres temporadas que permaneció al Lecce. En la temporada 2012-13 disputó 29 partidos y marcó 3 goles. En la temporada 2013-14 se marchó cedido a su exequipo, el Carpi. Con el Carpi volvió marcar 8 goles, en esta ocasión en 33 partidos. En la temporada 2014-15 se marchó cedido al Pescara Calcio, y su buen rendimiento hizo que el club italiano le fichase para el año siguiente.
Tras jugar a buen nivel en la temporada 2016-17 en la Serie A, y el descenso de su club, se marcha cedido al Benevento Calcio, que había ascendido esta temporada a la Serie A.

### Selección nacional
Fue internacional con la selección de fútbol de Albania desde noviembre de 2010 cuando fue convocado para una amistoso contra la selección de fútbol de la República de Macedonia. Entró al campo por Klodian Duro.
Con Albania disputó la Eurocopa 2016 y marcó su primer gol el 11 de junio de 2017 contra la selección de fútbol de Israel.

## Clubes

### Como jugador
| Club                                | País   | Año       |
| ----------------------------------- | ------ | --------- |
| A. S. D. Sarzanese Calcio           | Italia | 2006-2008 |
| Valle d'Aosta Calcio                | Italia | 2008-2009 |
| Paganese Calcio 1926                | Italia | 2009-2010 |
| A. C. ChievoVerona                  | Italia | 2010      |
| Calcio Portogruaro Summaga (cedido) | Italia | 2011      |
| Carpi F. C. 1909                    | Italia | 2011-2012 |
| U. S. Lecce                         | Italia | 2012-2013 |
| Carpi F. C. 1909 (cedido)           | Italia | 2013-2014 |
| Delfino Pescara 1936                | Italia | 2014-2017 |
| Benevento Calcio (cedido)           | Italia | 2017-2018 |
| Delfino Pescara 1936                | Italia | 2018-2022 |

### Como entrenador
| Club                   | País   | Año       |
| ---------------------- | ------ | --------- |
| Delfino Pescara sub-19 | Italia | 2022-2023 |